# Elaphognathia insolita
Elaphognathia insolita là một loài chân đều trong họ Gnathiidae. Loài này được Stebbing miêu tả khoa học năm 1905.